# چاه یارمحمد گمشادزهی
چاه یارمحمد گمشادزهی روستایی در دهستان چشمه زیارت بخش مرکزی شهرستان زاهدان استان سیستان و بلوچستان ایران است.

## جمعیت
بر پایه سرشماری عمومی نفوس و مسکن در سال ۱۳۹۵ جمعیت این روستا ۲۴ نفر (۴خانوار) بوده‌است.